# Disseny universal per a l'aprenentatge

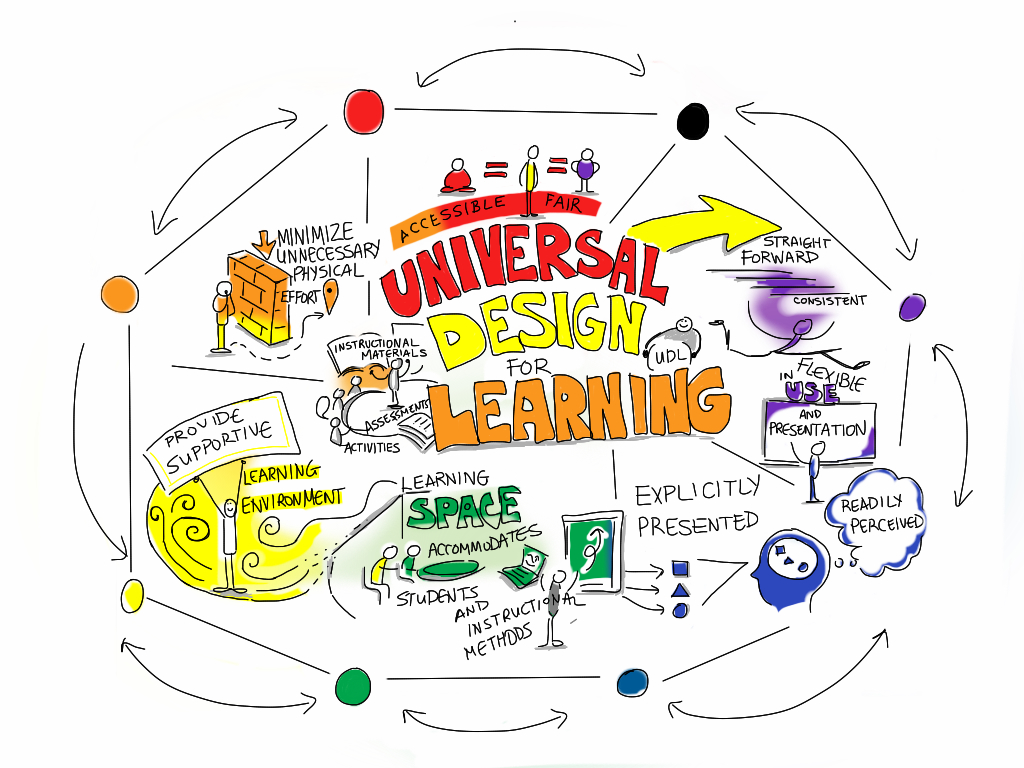
Disseny iniversal per a l'aprenentatge.

Disseny Universal per a l'Aprenentatge (DUA) és un conjunt de principis de disseny curricular basat en la recerca en l'aprenentatge de les ciències, incloent la neurociència cognitiva, que guia el desenvolupament d'entorns flexibles d'aprenentatge que poden donar resposta a les diferències d'aprenentatge individual. El Disseny Universal per a l'Aprenentatge ajuda a avançar cap a un model obert que permeti la participació i l'aprenentatge a tothom. Aquest conjunt de pautes va ser dissenyat pel i ja fa anys que s'estan aplicant als Estats Units i a altres països.
El marc del DUA va ser definit per primera vegada per David H. Rose, de l'Escola d'Educació de Harvard i el Center for Applied Special Technology (CAST) als anys 90. Reconeix que la manera d'aprendre de cada persona pot ser singular, i promou la creació del currículum tenint present les següents pautes:
- Múltiples mitjans de representació per proporcionar als alumnes diverses maneres d'adquirir informació i coneixement,
- Múltiples mitjans d'expressió per proporcionar als alumnes alternatives per demostrar què saben, i
- Múltiples mitjans de compromís per copsar l'interès dels alumnes, els desafia apropiadament, i motivar-los per aprendre.[3][4]

El DUA i les seves pautes ja fa anys que s'estan aplicant als Estats Units i a altres països.
El currículum, segons defineix DUA, té quatre parts: objectius instructionals, mètodes, materials, i valoracions. DUA té la intenció d'incrementar l'accessibilitat a l'aprenentatge en casos de discapacitat física, cognitiva, intel·lectual, i barreres organitzatives d'aprenentatge, així com d'altres obstacles. Els Principis DUA també tenen present la implementació de pràctiques inclusives dins de l'aula.

## Orígens
El concepte del Disseny Universal per a l'Aprenentatge es va inspirar en el moviment de disseny universal dins l'àmbit de l'arquitectura i el desenvolupament de producte, inicialment formulat per Ronald L. Mace a la Universitat Estatal de Carolina del Nord. El disseny universal defensa "el disseny de productes i entorns per poder ser utilitzats per totes les persones, amb la més àmplia extensió possible, sense la necessitat de fer cap adaptació o disseny especialitzat”. A DUA s'aplica aquesta idea general per a l'aprenentatge: el pla d'estudis/curriculum ha de ser des del principi dissenyat per poder atendre a tot tipus d'alumnes. Els educadors han de ser deliberats en els processos d'ensenyament i aprenent en l'aula (per exemple, preparant perfils d'aprenentatge per a cada estudiant de l'aula). Això permet agrupar per interessos. Aquells estudiants que tenen reptes rebran una assistència especial. Els recursos multimèdia específics podran donar resposta a les necessitats de tots els estudiants. Tanmateix, reconeixent que els principis d'UD es van crear per guiar el disseny de coses (p. ex., edificis, productes) no és adequat pel disseny d'interaccions socials (p. ex., entorns d'aprenentatge humà), investigadors a CAST van estudiar la neurosciència i teories d'educació progressiva en el desenvolupament dels principis de DUA. En particular, la feina de Lev Vigotski i, menys directament, Benjamin Bloom va donar lloc al marc dels tres pilars del DUA.

## Recerca
Malgrat la popularitat del DUA entre educadors i professionals de suport a les discapacitat, s'ha portat a terme poca recerca per avaluar la seva efectivitat com a bon model de pedagogia. No obstant, en aquests darrers anys han aparegut un cert nombre d'estudis proporcionant dades preliminars de suport d'aquest model instruccional.

## Publicacions relacionades
Relació de llibres i articles de revista que s'han publicat sobre el tema de Disseny Universal per a l'Aprenentatge (DUA):
- Disseny universal per Aprendre en l'Aula: Aplicacions Pràctiques, va editar per Tracey E. Sala, Anne Meyer, i David H. Rose. Guilford Premsa, 2012. ISBN 978-1-4625-0635-4.
- Aprenent per Llegir en l'Edat Digital (1998) per Anne Meyer i David H. Rose. Cambridge, MA: Brookline Llibres.
- Ensenyant Cada Estudiant en l'Edat Digital: Disseny Universal per Aprenentatge (2002) per David H. Rose & Anne Meyer, amb Nicole Strangman i Gabrielle Rappolt. Alexandria, VA: Associació de Supervisió & Desenvolupament de Currículum;
- L'Aula Universalment Dissenyada: Currículum Accessible i Tecnologies Digitals (2005), va editar per David H. Rose, Anne Meyer, i Portabroques Hitchcock. Cambridge, MA: Harvard University Press.
- Un Lector Pràctic en Disseny Universal per Aprenentatge (2006), va editar per David H. Rose i Anne Meyer. Cambridge, MA: Harvard University Press.
- Burgstahler, Sheryl, & Cory, Rebecca. (2008). Disseny universal en Educació més Alta: De Principis per Practicar. Cambridge, MA: Harvard University Press.
- Schelly, Catherine L., Davies, Patricia L., & Spooner, Craig L. (2011). Percepcions d'estudiant d'Implementació de Facultat de Disseny Universal per Aprendre. Revista de Postsecondary Educació i Incapacitat, 24(1), 17-28.

## Resum
El Disseny Universal per a l'Aprenentatge és una aproximació prometedora en el marc de la recerca per a la millora de la qualitat de l'educació a través de tots els nivells d'aprenentatge i matèries per a tots els alumnes.